# Curlingová romance
Curlingová romance (v anglickém originále Boy Meets Curl) je 12. díl 21. řady (celkem 453.) amerického animovaného seriálu Simpsonovi. Scénář napsal Rob LaZebnik a díl režíroval Chuck Sheetz. V USA měl premiéru dne 14. února 2010 na stanici Fox Broadcasting Company a v Česku byl poprvé vysílán 18. listopadu 2010 na stanici Prima Cool.

## Děj
Plány Marge a Homera na romantické rande ztroskotají, když je Homer nucen zůstat ve Springfieldské jaderné elektrárně déle, než očekával, aby opravil netěsnost v jednom z potrubí jaderného zařízení. Při hledání romantické aktivity po odchodu z filmu s Benem Affleckem v hlavní roli najdou kluziště a rozhodnou se bruslit. Nemohou si však půjčit brusle, protože je večer curling. Rozhodnou se jej vyzkoušet a objeví svůj vrozený talent pro tento sport, zejména Marge, která má dlouholeté zkušenosti se zametáním podlah. Agnes a Seymour Skinnerovi si toho všimnou a pozvou Marge a Homera do svého týmu smíšených dvojic. Je oznámeno, že smíšená čtyřhra byla zařazena na zimní olympijské hry jako ukázkový sport, a tým Skinner–Simpson se kvalifikuje na curlingové zkoušky Spojených států. Agnes varuje Marge, aby se nenechala ovlivnit emocemi, a vypráví, jak kopnutí plodu nenarozeným Seymourem zmařilo její šance na zisk zlata ve skoku o tyči na letních olympijských hrách v Helsinkách v roce 1952, i když v epizodě Ředitel Skinner a seržant Skinner vyjde najevo, že Seymour není její biologický syn. Na zkouškách Marge svým talentovaným přehazováním vynese týmu vítězství a cestu na zimní olympijské hry ve Vancouveru. 
Líza mezitím na zkouškách dostane odznak s olympijským maskotem, který si připne na šaty. Připadá jí „osamělý“, a tak si koupí další, ale její zájem o odznaky se rychle vymkne kontrole. Simpsonovi dorazí do Vancouveru, kde Agnes trvá na tom, aby byl Homer vyřazen z týmu. Marge to odmítá a trvá na tom, že mu může slabé hody vynahradit, ale Homer výměnu názorů náhodou zaslechne a cítí se hrozně. Marge pokračuje ve skvělých výkonech, ale při zametání si poraní pravé rameno, aby si zajistila vítězství v semifinále. Je jí řečeno, že už nikdy nebude hrát curling a že americký tým musí vzdát zápas o zlaté medaile Švédsku, což ji přiměje krátce a pokrytecky se na Homera obořit. Lízina sbírka odznaků se rozrůstá, a když jí dojdou peníze, vymění svůj perlový náhrdelník prodavači za odznak ze zimních olympijských her 1924 ve francouzském Chamonix. Bart objeví Lízu, jak si na rohu ulice vydělává na živobytí a vzdala se šatů ve prospěch neustálého nošení odznaků, a nabídne jí, že jí pomůže zbavit se závislosti. Bart vystřihne spodní část Homerova obličeje z jeho řidičského průkazu a vyrobí z ní odznak, čímž vytvoří falešného maskota zimních olympijských her v ruském Soči v roce 2014. Výměnou za Lízin náhrdelník dá prodavači odznak s „maskotem“. 
Když se Marge chystá odjet z Vancouveru, prozradí Homerovi, že je levák, ale vždy používala pravou ruku, aby nepůsobila neobvykle. Homer a Marge se vracejí na kluziště právě včas, aby zabránili Seymourovi v propadnutí zápasu a v boji o zlato porazili Švédsko. Agnes zmírní svůj postoj neústupného pohrdání vůči synovi poté, co zlomí koště a musí odstoupit, a Marge s Homerem se shodnou, že si užili skvělé rande.

## Produkce
V roce 2010 se ve Vancouveru konaly zimní olympijské hry, a tak autoři chtěli natočit epizodu s olympijskou tematikou, která by se mohla vysílat během her. Scénář napsal Rob LaZebnik – jeho čtvrtý scenáristický počin –, který původně zvažoval, že se děj bude točit kolem Homera, jenž bude soutěžit v bobové čtyřce. Rozhodl se však, že curlingová epizoda umožní, aby se děj točil kolem Homera a Marge a prozkoumal problematiku manželů, kteří spolu soutěží. Scenáristé použili určitou uměleckou licenci, protože ačkoli curling je olympijský sport, smíšená čtyřhra, která se v dílu objevuje, nebyla v době vysílání olympijskou disciplínou (a svou olympijskou premiéru si odbyla až o osm let později). V epizodě je však vysvětleno, že se jedná o ukázkový sport. Curling byl již dříve zobrazen v dílu 13. série Srdci neporučíš, kdy rodina navštíví Toronto. Aby se scenáristé pokusili o přesné zobrazení curlingu v epizodě, navštívili curlingový klub a sami si tento sport vyzkoušeli. Konzultovali to také se čtyřnásobnými americkými mistry v curlingu ve smíšených disciplínách Bradym a Cristin Clarkovými a také s Rickem Patzkem, provozním ředitelem Curlingové asociace Spojených států, který měl pocit, že se scenáristé o tento sport „skutečně zajímají“. 
K otázce, zda se soutěžní curleři nebudou epizodou cítit uraženi, LaZebnik řekl: „Když se dozvíte, že Simpsonovi se chystají natočit svůj pohled na váš sport, přirozeně se trochu znepokojíte, ale nakonec jsme se zachovali, řekl bych, dokonce překvapivě uctivě. Homer i Marge to berou vážně.“. Někteří curleři, včetně Clarkových a Patzkeho, se domnívali, že zviditelnění sportu bylo přínosné. Cristin Clarková řekla, že „i když Homer Simpson asi není ideální sportovec, kterého bych chtěla vidět reprezentovat náš sport, myslím si, že je to prostě skvělá reklama“. Kanadský curler Randy Ferbey, čtyřnásobný mistr světa, uvedl: „Jsem si jistý, že si z toho nějak udělají legraci, jako to dělají u každé jiné věci, ale myslím, že je třeba to brát s rezervou. Přináší to pozornost našemu sportu a myslím, že je to skvělé. Čím víc curlingu v televizi, ať už v animované nebo skutečné podobě, tím lépe.“.
V epizodě hostoval sportovní moderátor Bob Costas jako karikatura sebe sama.

## Kulturní odkazy
Homerův proslov předtím, než s Marge začnou hrát curling, je parodií na proslov ke Dni svatého Kryšpína z verze Jindřicha V. od Kennetha Branagha. Naproti olympijským curlingovým zkouškám se konají „Národní kudrnaté zkoušky“, což je narážka na Curlyho Howarda ze seriálu Tři moulové. V ulicích Vancouveru se objevuje šamanka, která se objevila v Simpsonových ve filmu, a Homer o ní mluví jako o své bývalé terapeutce. Zahajovací ceremoniál v epizodě režíroval Ivan Reitman, kterého hlasatel Bob Costas označil za „nejslavnějšího kanadského režiséra“. Během přehlídky sportovců jsou národy vyvolávány na melodii znělky z filmu Krotitelé duchů, jejž Reitman režíroval.

## Přijetí a odkazy epizody
V původním americkém vysílání díl vidělo 5,87 milionu diváků a získal rating 2,6 podle agentury Nielsen s podílem na publiku 7. Epizoda se umístila na třetím místě ve svém vysílacím čase, ale byla druhým nejsledovanějším pořadem v bloku Animation Domination po Griffinových. Epizoda získala pozitivní recenze. 
Robert Canning ze serveru IGN udělil dílu známku 8,4/10 s tím, že byl „působivý“ a „ať už s aktuálností příběhu a prostředí, nebo bez nich, byl rychlou a zábavnou epizodou, která se jistě stane vrcholem sezóny“.
Emily VanDerWerffová z The A.V. Clubu dala dílu A, což je nejlepší známka večera, a řekla: „Simpsonovi byli jednou z nejlepších epizod za dlouhou dobu a pokračují v řadě, která měla celkově několik docela dobrých dílů. Nezařadila bych ji na špičku Simpsonových, ale myslím, že rozhodně patří na tu další příčku dolů, tedy k epizodám, které možná nemají nejoriginálnější zápletky, ale mají solidní vtipy v celé své délce. Dokonce i béčková zápletka s Bartem a Lízou, která zahrnuje náhlou závislost Lízy na sbírání olympijských odznaků, začíná tak nějak nevýrazně a s rostoucí Lízinou závislostí je lepší a lepší.“.
Jason Hughes z TV Squad udělil epizodě také pozitivní hodnocení: „Celkově vzato to byl tento týden divný čas mimo Springfield, s několika vrcholnými momenty posetými po celém díle“.
Steve Tilley z deníku Toronto Sun napsal: „Jistě, díl byl pravděpodobně vtipnější pro Kanaďany a hráče curlingu (a možná i pro fanoušky Harryho Pottera) než pro kohokoli jiného, ale dokázal, že Homer má v sobě trochu meteorologického, věšteckého nadání: ‚Sbalte si zimní kabát, jedeme do nejteplejšího města Kanady!‘.“.
Bob Costas sklidil za své vystoupení pochvalu, zejména za svou větu: „Tohle je ten druh hořkosladkého melodramatu, kterým se olympijské zpravodajství živí. Přiznávám, že jsme upíři, kteří sají zničené sny.“. Jason Hughes z TV Squad označil tuto hlášku za „asi tak přesný popis (olympijského vysílání), jaký jsem kdy viděl“. 
Televizní stanice CTV uvedla, že olympijským curlerům se epizoda převážně líbila. Trenér amerického mužského týmu Phill Drobnick řekl: „Tým se na to společně díval a dali jsme tomu dva palce nahoru, odvedli skvělou práci a oslovilo to nové publikum pro náš sport, takže to je pro nás také vždycky skvělé.“. Náhradník amerického týmu Chris Plys řekl: „Nedělali si z našeho sportu legraci, což je hezké. Curling schytává hodně nadávek.“.
Epizoda si získala pozornost v roce 2018 po zimních olympijských hrách v Pchjongčchangu, kdy Spojené státy porazily Švédsko v curlingu mužů, a získaly zlatou medaili, přičemž autoři komentovali, jak Simpsonovi předpověděli porážku USA nad Švédskem před osmi lety.